# Louis Hasselriis
Louis Hasselriis, född den 12 januari 1844 i Hillerød, död den 20 maj 1912 i Köpenhamn, var en dansk skulptör.

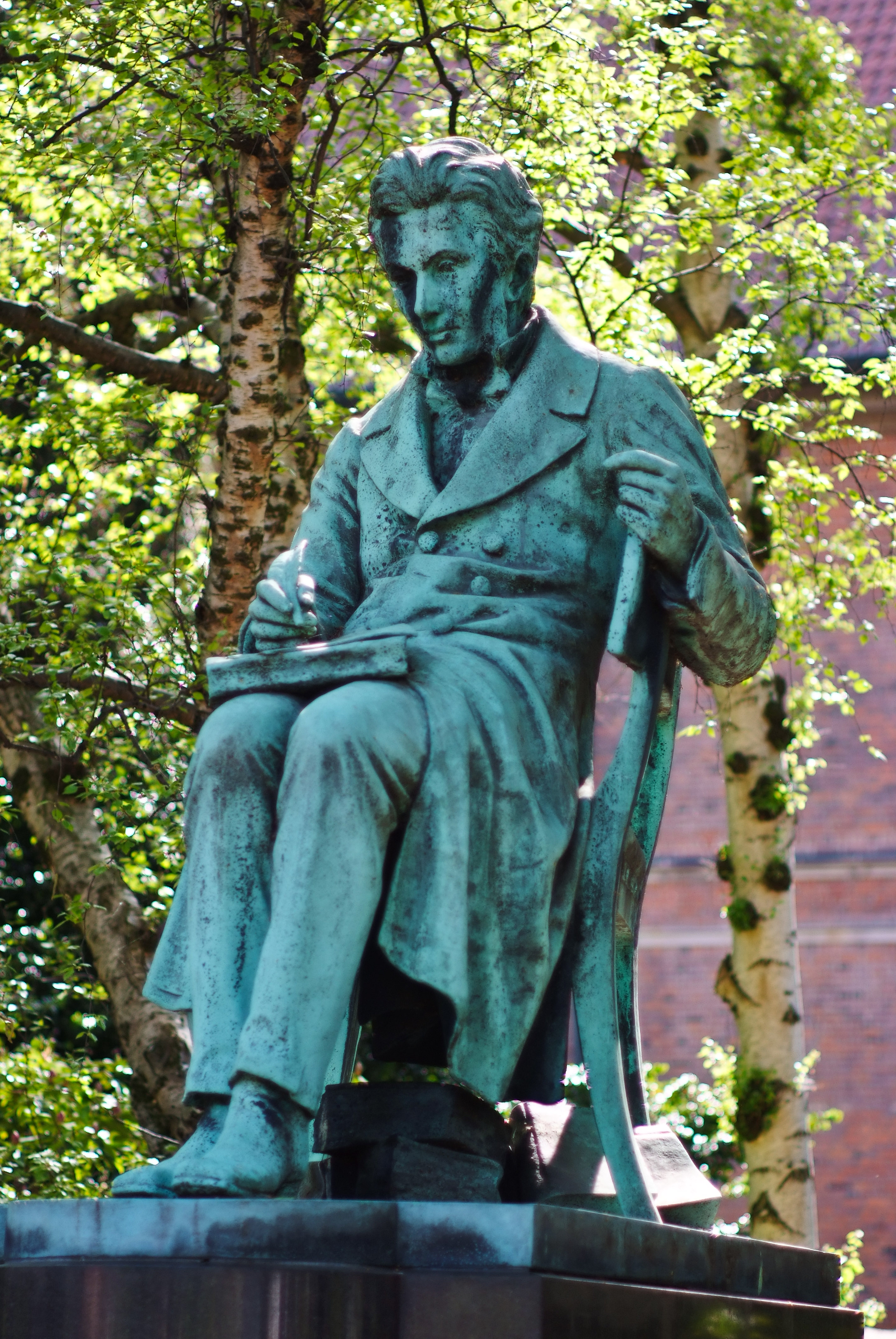
Kierkegaards staty.

Hasselriis studerade vid konstakademien i Köpenhamn och vistades från 1869 mestadels i Rom. Statyn Diskuskastare (1873) finns i Köpenhamns konstmuseum, som även äger statyetten Bellman (sittande, i marmor 1874). Mycken uppmärksamhet väckte Hasselriis små porträttstatyetter, skarpt och fyndigt karakteriserade: general Schleppegrell (1879, museet i Aalborg), Søren Kierkegaard (1882, ett exemplar i Stockholms Nationalmuseum), Johannes Ewald (1886, Kristiania nationalgalleri). 
Heinrich Heine har han framställt i två statyer. En av dem utfördes för kejsarinnan Elisabets av Österrike villa på Korfu. Denna hamnade sedan i Hamburg och finns nu i Toulon. En (utställd i Köpenhamn 1907) finns vid hans grav på Montmartre i Paris. Han utförde även H.C. Andersens staty i Odense (1877) och Danmarksmonumentet (1897). Detta stod först framför Konstmuseet i Köpenhamn, men flyttades 1919 till ett mer avsides beläget ställe i Østre Anlæg, då det ansågs konstnärligt mindre lyckat.

## Utmärkelser
- Riddare av Dannebrogorden,  1897[4]

[Redigera Wikidata]